# Liechtenstein nos Jogos Olímpicos de Inverno de 2010
O Liechtenstein participou dos Jogos Olímpicos de Inverno de 2010, realizados na cidade de Vancouver, no Canadá. Foi a décima sétima aparição do país em Olimpíadas de Inverno.

## Desempenho

### Bobsleigh
Masculino
| Atleta                       | Evento | Final      | Final      | Final      | Final      | Final | Final |
| Atleta                       | Evento | 1ª corrida | 2ª corrida | 3ª corrida | 4ª corrida | Total | Pos.  |
| ---------------------------- | ------ | ---------- | ---------- | ---------- | ---------- | ----- | ----- |
| Michael Klingler Thomas Dürr | Duplas | 56.18      | DNS        | DNS        | DNS        | DNS   | DNS   |

### Esqui alpino
Feminino
| Atleta      | Evento | Corrida 1 | Corrida 2 | Total   | Pos. |
| ----------- | ------ | --------- | --------- | ------- | ---- |
| Marina Nigg | Slalom | 53.78     | 53.05     | 1:46.83 | 22º  |

Masculino
| Atleta       | Evento   | Corrida 1 | Corrida 2 | Total   | Pos. |
| ------------ | -------- | --------- | --------- | ------- | ---- |
| Marco Büchel | Downhill |           |           | 1:54.84 | 8º   |
| Marco Büchel | Super-G  |           |           | DNF     | DNF  |

Legenda
| Recorde mundial      | Recorde mundial (World record)               |                       | Recorde africano                      | Recorde africano (African) |                                           | Q | Classificado por posição (Qualified) |
| Recorde olímpico     | Recorde olímpico (Olympic record)            | Recorde da América    | Recorde da América (Americas)         | q                          | Classificado por melhor tempo (Qualified) |   |                                      |
| Melhor marca do ano  | Melhor marca do ano (World leading)          | Recorde asiático      | Recorde asiático (Asian)              | DNS                        | Não largou (Did not start)                |   |                                      |
| Recorde nacional     | Recorde nacional (National record)           | Recorde europeu       | Recorde europeu (European)            | DNF                        | Não terminou (Did not finish)             |   |                                      |
| Recorde pessoal      | Recorde pessoal do atleta (Personal best)    | Recorde da Oceania    | Recorde da Oceania (Oceania)          | DSQ / DQ                   | Desclassificado (Disqualified)            |   |                                      |
| Recorde da temporada | Recorde da temporada do atleta (Season best) | Recorde sul-americano | Recorde sul-americano (South America) | NM                         | Sem marca (No mark)                       |   |                                      |